# Bernardo Ruiz
Bernardo Ruiz (ur. 8 stycznia 1925 w Orihuela, zm. 14 sierpnia 2025) – hiszpański kolarz szosowy startujący wśród zawodowców w latach 1945–1958. Zwycięzca Vuelta a España (1948). Trzeci kolarz Tour de France (1952).

## Najważniejsze zwycięstwa
- 1945 - Dookoła Katalonii
- 1948 - trzy etapy i klasyfikacja generalna Vuelta a España
- 1951 - dwa etapy w Tour de France
- 1954 - Vuelta a Asturias